# Preamplificatore

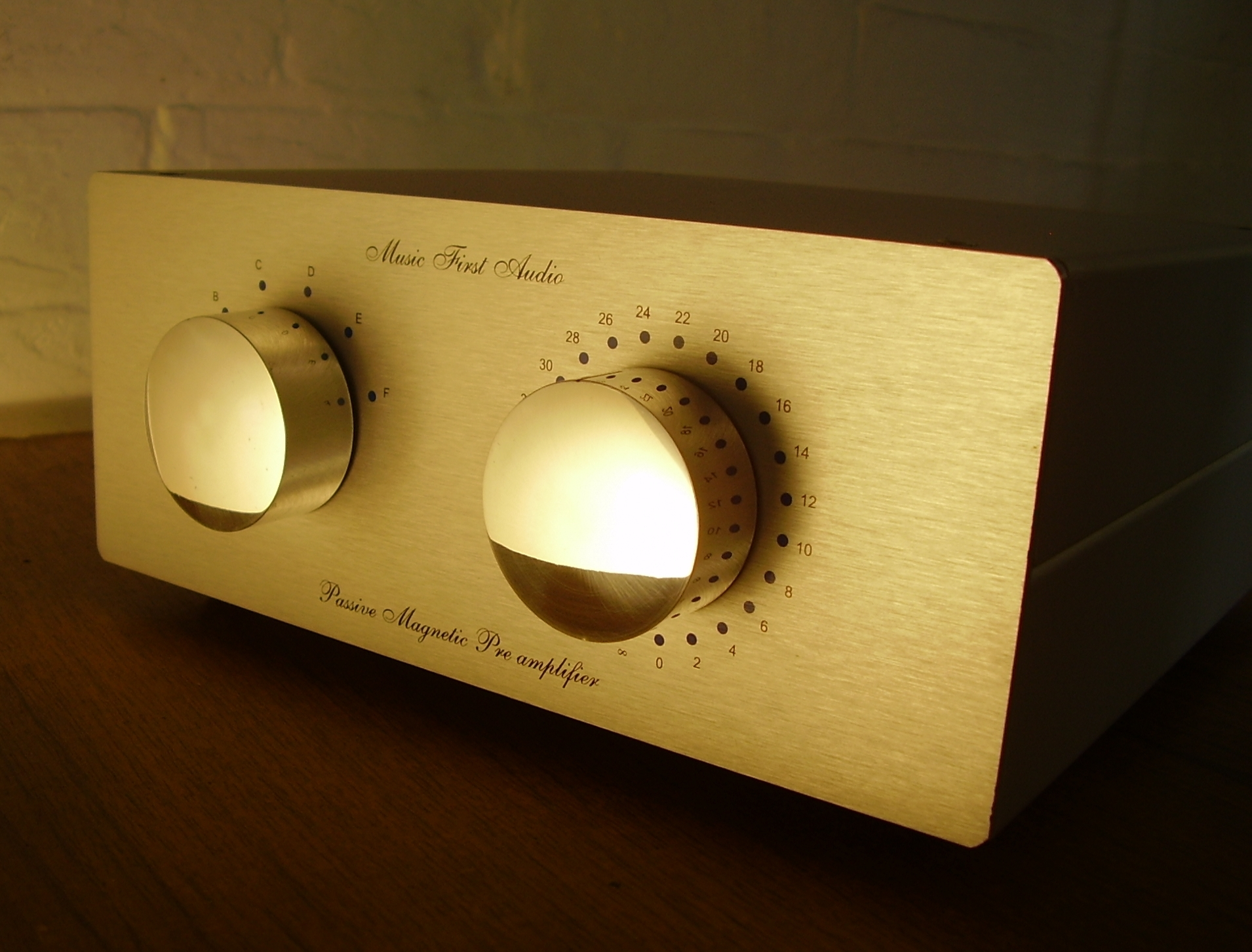
Esempio di preamplificatore stereo di fascia alta.

Un preamplificatore è un circuito elettronico che, ricevendo in entrata segnali analogici di potenza molto bassa,  li riemette in uscita amplificati a sufficienza per poter essere accettati dagli ingressi di altri circuiti o dispositivi elettronici in cascata, come ad esempio stadi di amplificazione finale. Tipicamente, questo è il primo stadio di una catena di amplificazione.

## Caratteristiche e tipologie
Il preamplificatore, in quanto primo stadio di una catena di amplificazione, ha un ruolo determinante nella resa qualitativa del segnale finale amplificato. Le caratteristiche principali che qualificano un preamplificatore sono:
- Guadagno: livello di amplificazione fornito, espresso in decibel. Deve essere il più costante possibile su tutto l'intervallo di frequenza di lavoro.
- Rapporto segnale/rumore (Signal to Noise Ratio, SNR): livello del segnale reso rispetto al rumore di fondo. In quanto primo stadio della catena, il suo rapporto segnale/rumore, insieme alla sua cifra di rumore, è quello che determina il rapporto SNR complessivo, essendo il contributo degli stadi successivi trascurabile.[4][5]
- Impedenza di ingresso: determina il corretto accoppiamento alla sorgente di ingresso per ridurre al minimo disturbi indesiderati come riflessioni o perdite di segnale. Tipicamente, più è elevata, minore è la corrente necessaria per rilevare il segnale di ingresso.
- Impedenza di uscita: più è bassa, minore è la riduzione della tensione in uscita convogliata allo stadio successivo.
- Linearità: capacità di riprodurre il segnale in ingresso senza distorsioni.

Tipicamente, in un sistema di amplificazione a più stadi, il preamplificatore aumenta il livello della tensione in ingresso, seguendone l'andamento il più fedelmente possibile, senza però amplificare anche la corrente, quindi non è in generale in grado di alimentare direttamente carichi che richiedono potenza. Questa funzione è assolta dagli stadi successivi, che amplificano principalmente la corrente in uscita dal preamplificatore fino a raggiungere il livello sufficiente per pilotare dispositivi di potenza, come ad esempio diffusori acustici.
Si possono distinguere tre tipologie fondamentali di preamplificatori:
- preamplificatori di corrente
- preamplificatori a capacità parassita, caratterizzati da elevatissime impedenze di ingresso (tipicamente attorno ai 5 MΩ)
- preamplificatori di carica (Charge Sensitive Preamplifier)

Da un punto di vista della tecnologia elettronica impiegata, si possono distinguere tra:
- preamplificatori a valvole
- preamplificatori allo stato solido

## Applicazioni
I preamplificatori trovano applicazione in molti ambiti, tra cui:
- spettroscopia e microscopia elettronica[8]
- fotorilevatori[9] e fotomoltiplicatori[10]
- trasmissione e ricezione di segnali radiotelevisivi (per esempio, preamplificatori di antenna) e ottici[11]
- registrazione e riproduzione di segnali audio e musicali. Tipicamente, hanno come ingresso diretto i segnali di bassissima potenza provenienti da cellule microfoniche, pick-up o testine fonografiche e sono collegati in uscita, sia come componenti separati che come circuiteria integrata, ad altri dispositivi come amplificatori di potenza, mixer, sistemi di gestione ed elaborazione di effetti elettronici eccetera.[1]